# Galicien (cheval)
Pour les articles homonymes, voir Galicien.
Le Galicien (galicien : Pura Raza Galega ; espagnol : Pura Raza Gallega) est une race de poneys originaire de Galice, dans le nord-ouest de l'Espagne. D'origine très ancienne, il vit à l'état semi-sauvage. Il est chaque année au centre d'une tradition folklorique galicienne nommée la rapa das bestas.

## Terminologie
Le nom officiel en galicien est Cabalo de Pura Raza Galega,. Cabalo galego de monte était la dénomination officielle antérieure, et les expressions cabalo do país, pony galego, faca galega faca galizana et caballo galaico sont incorrectes. En français, on le nomme aussi « pure race galicienne » et « cabalo galego,, »

## Histoire

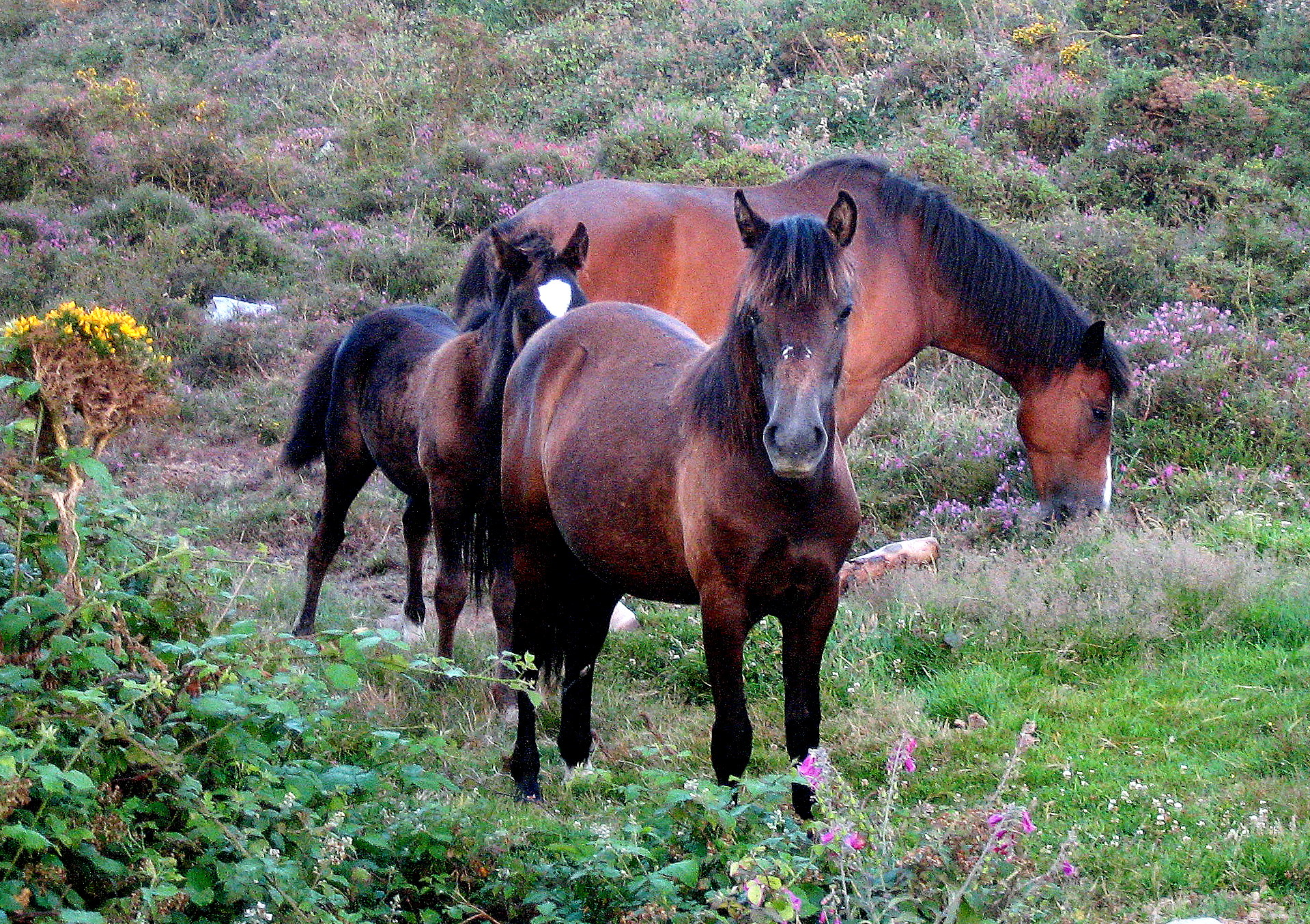
Poneys galiciens en liberté.

Une étude génétique montre clairement le regroupement de trois races espagnoles d'origine celtiques provenant de l'Atlantique : la Jaca Navarra, le poney galicien et le Pottok. En se référant aux pétroglyphes de Galice, aux auteurs anciens, aux archéologues et aux historiens on sait que le cheval existe en Galice au moins depuis l'âge du bronze. 
Suivant une théorie communément admise,  entre les VIIe et VIe siècles avant Jésus-Christ, avec l'arrivée des peuples celtes un nouveau cheval a été introduit en Galice. Ce nouveau cheval ellipomètrique, de petite tête, aux oreilles courtes, la croupe forte, au poil grossier et à la robe foncée serait l'ascendant direct des races chevalines existant au nord de la péninsule ibérique.

Le poney galicien appartiendrait ainsi au même tronc que le Garrano portugais, l'Asturcón des Asturies, le Monchina de la Cantabrie, le Pottok basque, le cheval de Mérens de l'Ariège, le poney landais, le Connemara d'Irlande, le poney Bardigiano d'Italie, les  poney Dartmoor, Poney Exmoor, Welsh Mountain, Fell et New Forest de Grande-Bretagne.
Le cheval sauvage en Galice a d'abord été chassé pour l'alimentation. Ensuite il a été domestiqué pour être utilisé par les militaires en temps de guerre et comme cheval de trait en temps de paix. Le cheval "naturel" est très peu apte à la production de viande. Ces utilisations  devenant caduques, au cours du XXe siècle les éleveurs ont eu tendance à introduire des étalons d'autres races dans les montagnes pour obtenir des individus aptes à la production de viande. En 1973, Pedro Iglesias a estimé que la population de poneys sauvages se situait autour de 20 000 têtes dans le nord-ouest de l'Espagne. Ce nombre a depuis baissé. 
En s'appuyant sur la réglementation de la CEE et ensuite de l'UE et ses corollaires financiers, l'administration et l'université de Saint-Jacques-de-Compostelle ont mis en œuvre un programme pour protéger, préserver et récupérer cette race en danger d'extinction. Dans le cadre de cette récupération de la race autochtone, l'association CRCPRG, gestionnaire du stud-book, a établi la liste des étalons reproducteurs sélectionnés. Son stud-book a été fondé en 1994. 

## Description

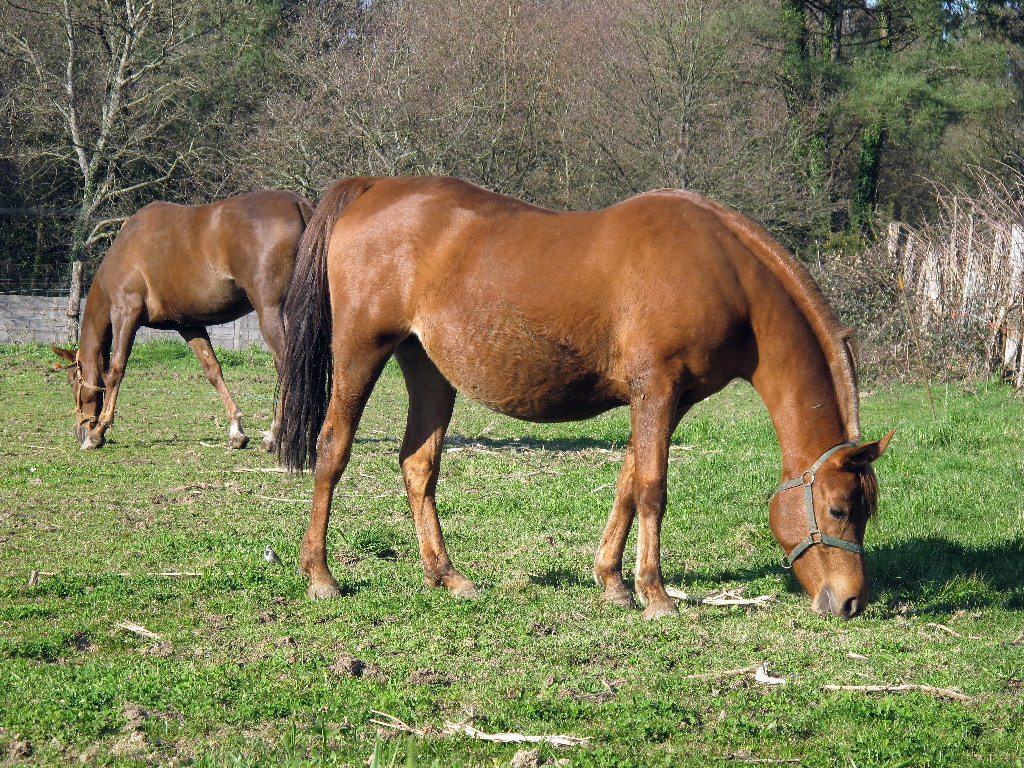
Cabalo galego à Teo.

Le poney galicien mesure entre 1,20 m et 1,30 m au garrot selon l'université d'Oklahoma, 1,20 m à 1,40 m selon le ministère de l'agriculture espagnol. Le poids est très variable, de 165 à 300 kg selon le sexe et les conditions environnementales, les femelles étant toujours plus légères que les mâles. Ces animaux possèdent une tête au profil droit ou subconcave, des proportions ellipométriques et sub-longilignes. Les formes sont élancées. Doté de membres forts, le poney galicien est robuste et résistant. L'une de ses spécificités physiques est la moustache au-dessus de la lèvre supérieure que portent les juments âgées. 
L'université d'Oklahoma estime que le poney galicien est désormais pratiquement éteint sous sa forme pure.

### Robe
Sa robe est généralement baie sous toutes ses variantes, mais d'autres couleurs existent. L'alezan est présent, tout comme le noir.

### Tempérament et entretien
Ce sont des poneys résistants et robustes, très vigoureux, dotés d'une grande force physique et d'une bonne résistance à la fatigue. La frugalité de leur régime alimentaire leur permet de vivre dans les régions montagneuses de la Galice. Leur habitude de brouter des ajoncs a pour conséquence un gonflement de l'abdomen. Lorsque ces poneys sont nourris avec soin par l'homme, il en résulte une taille plus haute, et une amélioration spectaculaire de ses formes. Les habitants de la région de Pontevedra rassemblent leurs bêtes une fois l'an, pour les marquer et leur apporter des soins.
Le Galicien a fait l'objet d'une étude visant à déterminer la présence de la mutation du gène DMRT3 à l'origine des allures supplémentaire : l'étude de 3 sujets a permis de détecter la présence de cette mutation, ainsi que de confirmer l’existence de chevaux galiciens avec des allures supplémentaires parmi la race. 

## Utilisations
Le Poney galicien autochtone est utilisé pour l'équitation et pour la production de viande. Il est connu pour les fêtes populaires de Galice qui lui sont consacrées, et qu'on appelle rapa das bestas ou curros. Le poney galicien est aussi utilisé comme race d'amélioration du Galiceno. Le poney de pure race n'étant pas apte naturellement à la production de viande, lorsqu'il est enregistré, il ne peut être utilisé que pour les expositions, l'équitation de compétition et l'équitation de loisirs.

### Rapa das bestas

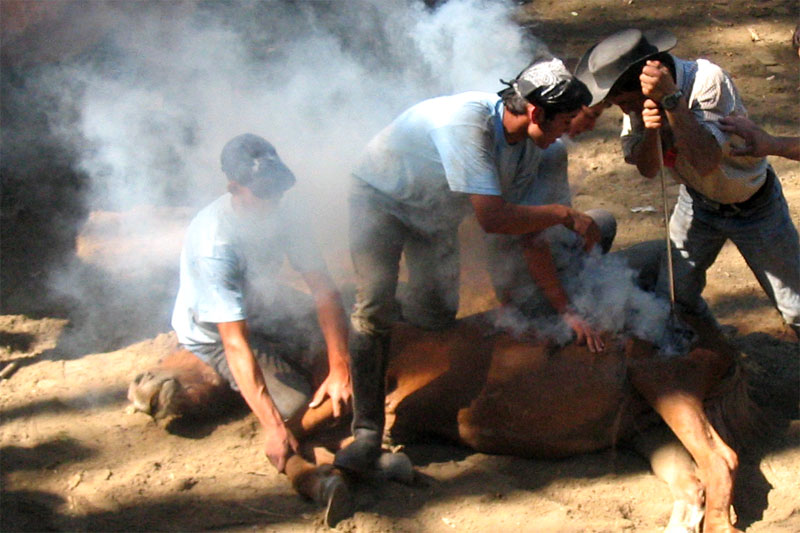
Poney galicien en cours de marquage au fer.

Chaque année, les Poneys galiciens sont les vedettes de festivals appelés curros ou rapa das bestas. L'activité consiste à regrouper des chevaux semi-sauvages dans un enclos appelé curro afin de  les marquer au fer et de leur apporter des soins. La fête consiste à leur couper la crinière et la queue de certains pour les vendre au public. Certains chevaux sont achetés, tandis que les autres sont relâchés à nouveau dans la nature. Le poney galicien de pure race ne participe pas à ces fêtes populaires, le manuel des éleveurs interdit toute maltraitance, y compris le marquage au fer.

## Diffusion de l'élevage
La race est signalée comme native d'Espagne, et comme rare, dans la base de données DAD-IS (2018).
Les chevaux autochtones de Galice vivent en semi-liberté. En 2003, environ 650 sujets de pure race sont répertoriés. Fin 2007, 1 298 poneys ont été dénombrés sur 255 exploitations.